# Ферхат Каплан
Ферхат Каплан (тур. Ferhat Kaplan, нар. 7 січня 1989, Ізмір, Туреччина) — турецький футболіст, воротар клубу «Гіресунспор».

## Ігрова кар'єра
Ферхат Каплан починав грати у футбол у клубі «Дарданелспор». Першу гру на професійному рівні Каплан провів у серпні 2009 року у турнірі Першої ліги чемпіонату Туреччини. Разом з командою воротар пограв у Першій та Другій лігах. У серпні 2011 року як вільний агент Каплан перейшов до клубу Суперліги «Генчлербірлігі». Тривалий час був в команді другим воротарем. У жовтні 2012 року зіграв першу гру у новій команді. В Суперлізі Каплан дебютував у травні 2013 року.
Влітку 2016 року футболіст приєднався до клубу «Антальяспор», де провів п'ять сезонів. Після чого один сезон грав у клубу «Адана Демірспор». За рік Каплан провів у команді лише сім поєдинків і влітку 2022 року на правах вільного агента перейшов до клубу Суперліги «Гіресунспор».

### Збірна
З 2007 року Ферхат Каплан виступав у складі югацьких збірних Туреччини.